# CZ 2075 RAMI
CZ 2075 RAMI — самозарядний пістолет виробництва чеської компанії Česká zbrojovka Uherský Brod (CZUB). Він оснащений рядним магазином з шаховим порядком, суцільнометалевою конструкцією або додатковою полімерною рамою і плаваючим стволом, кованим курком. Назва пістолета RAMI походить від поєднання перших двох літер імен розробників Радека Хауерланда та Мілана Тркулі.

## Конструкція

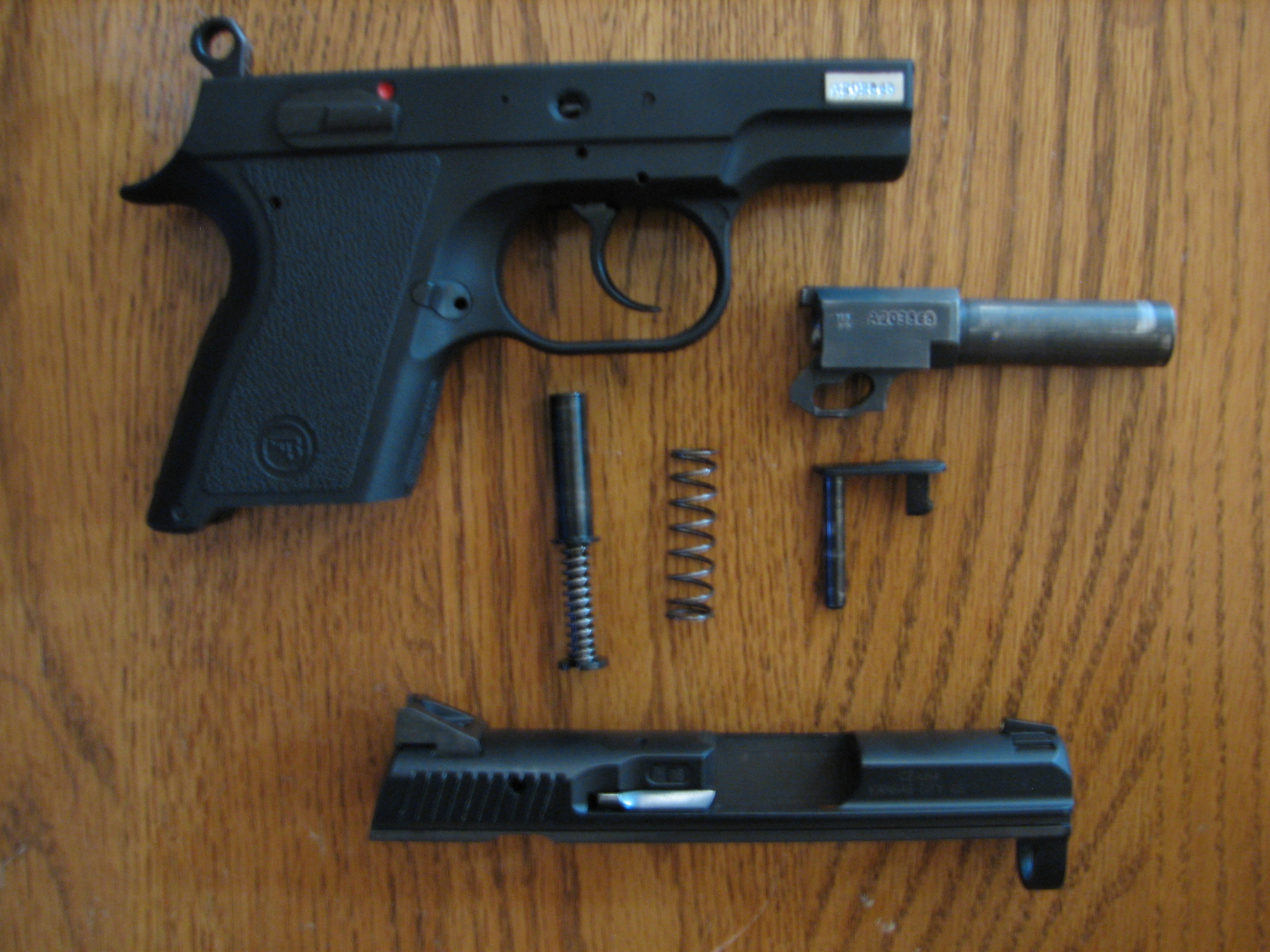
Розібраний CZ 2075 RAMI P. Видно рамку, ствол, затвор, затворну затримку і механізм відкоту.

RAMI схожий на CZ 75, однак конструкція була зменшена у розмірах, щоб створити ідеальну вогнепальну зброю для прихованого носіння для тих, хто вважає CZ 75 або подібні пістолети занадто громіздкими.
RAMI доступний у калібрах 9 мм і .40 S&W. Залежно від калібру місткість магазина варіюється від 10+1 до 14+1 (10/14 набоїв у магазині та один набій у каморі) у версії 9 мм, а також від 7+1 до 9+1 доступні у версії .40 S&W.
RAMI може приводитися в дію ударно-спусковим механізмом як подвійної або одинарної дії. 2075 RAMI також має канавки повної довжини, які зводять до мінімуму люфт і підвищують загальну точність. 2075 розроблений із затворною затримкою, яка утримує камору відкритою після вистрілу останнього набою в магазині.
RAMI швидко розбирається для чищення та обслуговування. Для цього затвор виштовхується і висувається вперед з рами пістолета. Це дозволяє додатково розібрати ударно-спусковий мехінізм, відокремивши ствол, відкотну пружину та компоненти курка. Подальше розбирання (наприклад, чищення ударника) має виконувати лише кваліфікований зброяр.

## Варіанти

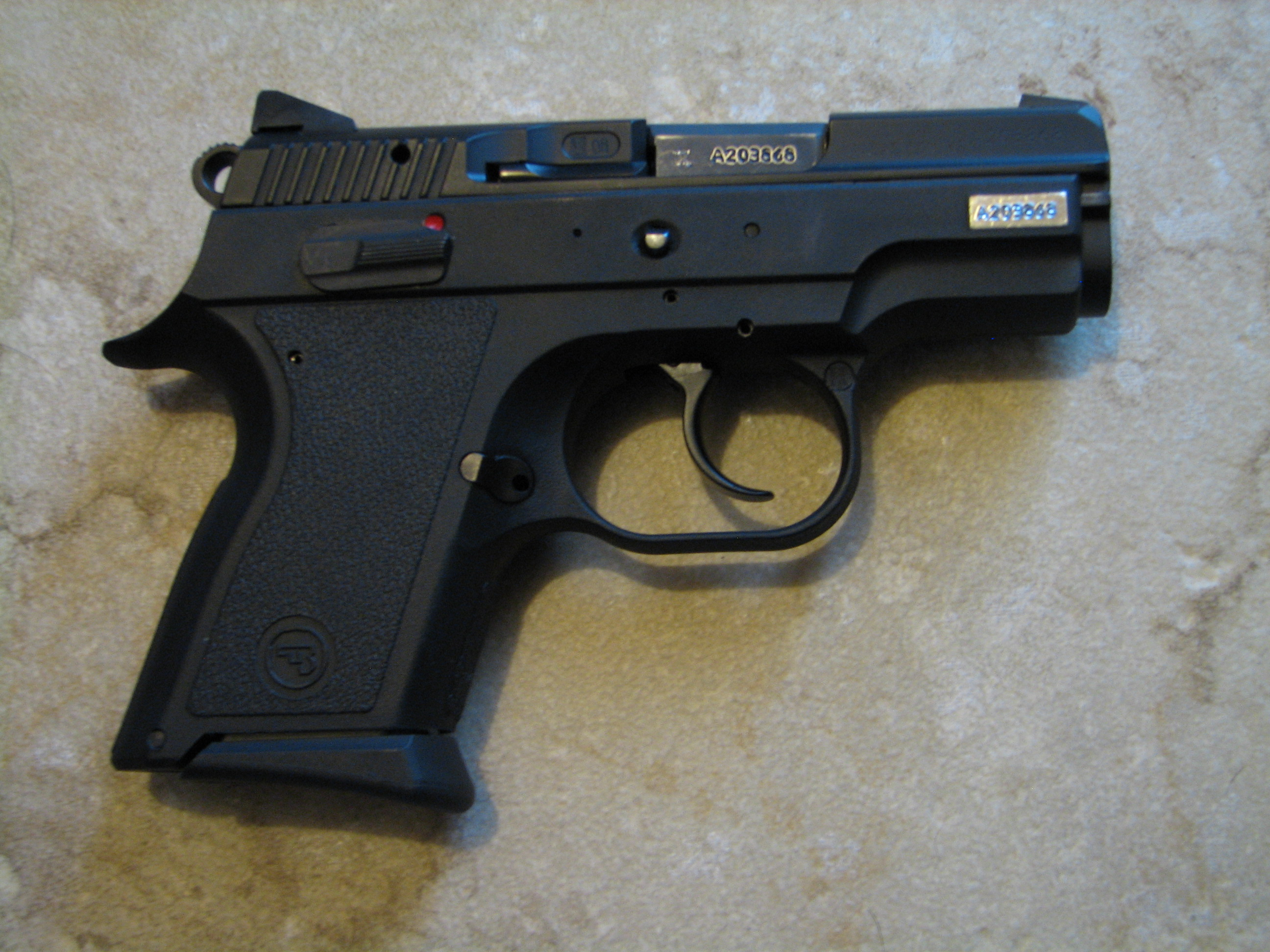
2075 RAMI P (з полімерною рамою).

CZ 2075 RAMI випускався у двох варіантах — рама зі сплаву (це означає, що «корпус» пістолета під затвором зроблений з металу) або полімеру. Перевагою моделі зі сплаву є підвищена міцність, настроювані ручки та збільшена вага, яка допомагає поглинати віддачу. Полірамна конструкція має стійкий до корозії полімер і меншу вагу, що є важливим для прихованого сіння зброї. Обидва варіанти доступні в калібрі 9 мм або .40 S&W. 9-міліметрова версія може використовувати подовжений магазин, збільшуючи місткість боєкомплекту до 14+1 набоїв. CZ 2075 RAMI також підтримує всі стандартні магазини CZ 75, включаючи магазин SP-01 на 18 набоїв, SP-01 на 19 набоїв і магазин ProMag на 32 набої.
Полімерна версія CZ2075 RAMI була знята з виробництва в 2011 році, а виробництво версії зі стальною рамою в калібрі .40 S&W було припинене в 2016 році і в 9-міліметровому калібрі в 2020 році.

## Запобіжники
Більшість вогнепальної зброї, включаючи CZ 2075 RAMI, мають запобіжники, які допомагають мінімізувати ймовірність пострілу через недбалість.
CZ 2075 оснащений інерційним штифтовим запобіжником, який запобігає висуванню ударника крізь отвір та контакту із задньою частиною набою у зарядній каморі в разі падіння пістолета.
У моделі CZ 2075 BD замінено ручний запобіжник на важіль безпечного спуску, що дозволяє користувачеві безпечно опускати курок і запобігати випадковому пострілу. Механізм важеля безпечного спуску містить фіксатор між розпущеним і повністю зведеним положенням, який призначений для запобігання удару курка об ударник під час того, як великий палець передчасно зісковзне з курка під час зведення. Натискання спускового гачка вимикає цей запобіжник, дозволяючи пістолету здійснити постріл.

## Приціли
CZ 2075 RAMI постачається з заводськими бойовими прицілами (іноді їх називають «трьохточковими прицілами»). Для RAMI доступні нічні приціли з тритієвими вставками для кращої видимості в умовах слабкого освітлення.